# Martin Trocha
Martin Trocha (* 24. Dezember 1957 in Bytom) ist ein ehemaliger Fußballspieler. In der höchsten Spielklasse des DDR-Fußballs, der Oberliga, spielte er für den FC Carl Zeiss Jena, die BSG Sachsenring Zwickau und den HFC Chemie. Trocha, in der Volksrepublik Polen geboren, bestritt Anfang der 1980er-Jahre acht A-Länderspiele für die DDR-Nationalelf.

## Sportliche Laufbahn

### BSG- und Clubstationen
1974 siedelte Martin Trochas Familie vom polnischen Bytom in die DDR über und ließ sich im thüringischen Jena nieder. Der damals 17-jährige Martin hatte bis dahin als Nachwuchsspieler beim polnischen Erstligisten Górniczy KS Szombierki Bytom Fußball gespielt und meldete sich nach der Übersiedlung beim aktuellen DDR-Vizemeister FC Carl Zeiss Jena an. Auch dort spielte der 1,77 Meter große, später etatmäßige Stürmer zunächst im Nachwuchsbereich, ehe er im Februar 1976 noch als Juniorenspieler zu seinem ersten Einsatz in der Oberligamannschaft kam. Zuvor war er bereits Juniorennationalspieler geworden und hatte nebenbei eine Lehre als Glasfacharbeiter absolviert.
Sein erfolgreichste Zeit in Jena hatte Trocha in den Jahren 1980 und 1981. Am 17. Mai 1980 stand Trocha im Endspiel um den DDR-Fußballpokal und siegte mit seiner Mannschaft mit 3:1 über den FC Rot-Weiß Erfurt. Im anschließenden Europapokal der Pokalsieger wirkte Trocha zwar in vier Spielen beim Erreichen des Endspieles mit, wurde aber im Finale, das Jena gegen Dinamo Tiflis 1:2 verlor, nicht eingesetzt. Insgesamt bestritt er für den FCC 23 Partien im Europapokal, in denen er fünf Treffer erzielte.
Nachdem Trocha für den FC Carl Zeiss Jena 129 Oberligapunktspiele absolviert und dabei 20 Tore erzielt hatte, war er ab Sommer 1984 für die in der zweitklassigen DDR-Liga spielende 2. Mannschaft des Clubs vorgesehen. Aber bereits am 1. Spieltag der Saison 1984/85 lief Trocha für den FCC-II-Staffelkonkurrenten BSG Wismut Gera auf, dabei debütierte er für die Geraer gegen die BSG Sachsenring Zwickau. Für die Westsachsen, mit dessen Mannschaft er noch in der gleichen Spielzeit in die Oberliga zurückkehrte, gab er wiederum zum Rückrundenauftakt im Februar 1985 den Einstand gegen sein altes Team aus Gera. Die Oberligasaison 1985/86 verlief jedoch weder für Sachsenring noch für Trocha erfolgreich. Trocha bestritt lediglich 12 der 26 Punktspiele, und am Ende der Saison stiegen die Zwickauer wieder in die Zweitklassigkeit ab.
Der inzwischen zum Mittelfeldspieler umfunktionierte Trocha spielte noch die DDR-Liga-Saison 1986/87 für Sachsenring Zwickau, danach meldete er sich zum Oberligaaufsteiger Hallescher FC Chemie ab. In seiner ersten Spielzeit in Halle wurde er in 19 Punktspielen eingesetzt und erzielte drei Tore. 1988/89 bestritt Trocha seine letzte Oberligasaison. Nachdem er noch einmal 15 Punktspiele ohne Torerfolg bestritten hatte, schloss er im Alter von 31 Jahren nach 175 Erstligapartien mit dem Leistungssport ab und ging in die drittklassige Bezirksliga Gera zur BSG JENAer Glaswerk Jena. Dort beendete er zu Beginn der Wendejahre seine fußballerische Laufbahn endgültig.

### Auswahleinsätze
Mit der DDR-Juniorenauswahl, in der er achtmal zum Einsatz kam, belegte er 1975 bei den Jugendwettkämpfen der Freundschaft in Nordkorea den 5. Platz. Ab 1978 wurde der Jenaer Stürmer in die ostdeutsche Nachwuchsauswahl berufen. Bei der U-21-EM 1980, die die DDR als Zweiter beendete, zählte er bis zum Halbfinale zu den von Verbandstrainer Bernd Stange aufgebotenen Spielern, rückte aber im Frühjahr 1980 bereits in den Kader der Olympiaauswahl auf, sodass Trocha im Finale gegen die Sowjetunion nicht mehr eingesetzt wurde.
Im Testspiel gegen die UdSSR am 7. Mai 1980, das die DDR mit dem vorläufigen Aufgebot des DFV für das olympische Fußballturnier 1980 in Moskau bestritt, wirkte er als rechter Stürmer in Rostock für 58 Minuten beim 2:2-Remis in seinem ersten A-Länderspiel mit. Parallel verloren seine Altersgenossen an jenem Tag gegen die sowjetische U-21 den Europameistertitel im Finalrückspiel in der UdSSR-Hauptstadt. Ein Treffer in seinen insgesamt acht Partien für die A-Nationalelf gelang Trocha am 11. November 1980 in Halle/Saale. In der Begegnung gegen Ungarn schoss er die DDR-Mannschaft in Führung und war so maßgeblich am 2:0-Erfolg beteiligt.

## Sonstiges
Er ließ sich nach der Wende in der DDR in Pforzheim nieder und nahm eine Tätigkeit in einer Werkzeugfirma auf.